# Славинская, Ольга Витальевна
О́льга Вита́льевна Славинская (род. 26 августа 1973, Ставрополь) — белорусский и российский боксёр и кикбоксер, двукратная чемпионка мира и трёхкратная чемпионка Европы по боксу, чемпионка Европы по кикбоксингу. Заслуженный мастер спорта.

## Биография
До прихода в бокс в 21 год, на протяжении 10 лет занималась шоссейными велогонками, футболом и лёгкой атлетикой.
На чемпионате мира в 2002 году выступала за Белоруссию, где в финале весовой категории до 75 кг победила датчанку Бетину Карлсен. На чемпионате 2005 года также стала обладательницей золота в составе сборной России, победив в категории до 70 кг канадку Ариан Фортин-Брошу. Через год на чемпионате мира Славинская стала третьей.
Трёхкратная чемпионка Европы в составе сборной России.